# 拉图尔布朗什
拉图尔布朗什（法語：La Tour-Blanche，法語發音：[la tuʁ blɑ̃ʃ]）是法国多尔多涅省的一个旧市镇，属于佩里格区。2017年，拉图尔布朗什与市镇塞尔克勒合并为新市镇拉图尔布朗什-塞尔克勒，拉图尔布朗什为新市镇行政中心。

## 地理
拉图尔布朗什（45°21'58"N, 0°26'46"E）面积8.11 平方千米，位于法国新阿基坦大区多爾多涅省，该省份为法国西南部内陆省份，是法國本土面积第三大的省，大致对应佩里戈尔地区，北起顺时针与夏朗德省、上维埃纳省、科雷兹省、洛特省、洛特-加龙省、吉倫特省和滨海夏朗德省接壤。
拉图尔布朗什的时区为UTC+01:00、UTC+02:00（夏令时）。

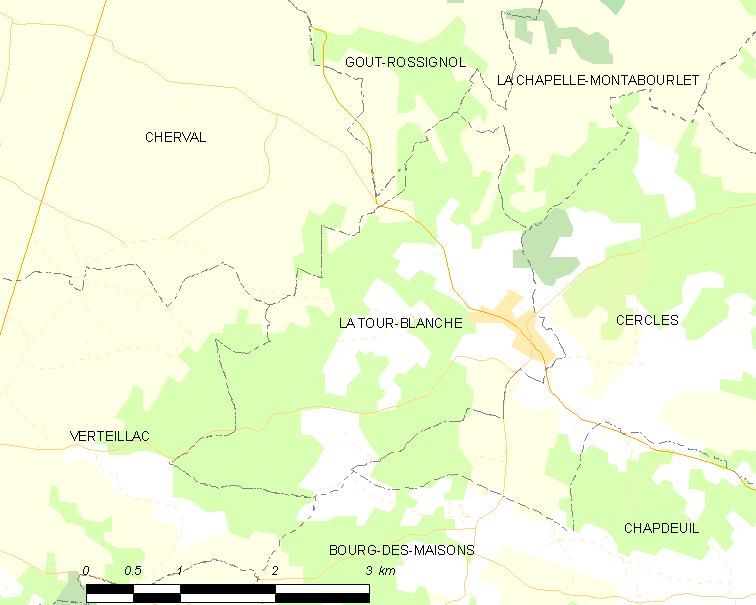
拉图尔布朗什的OSM定位图

## 行政
拉图尔布朗什的邮政编码为24320，INSEE市镇编码为24554。

## 政治
拉图尔布朗什所属的省级选区为里贝拉克县。

## 人口

1962-2008年间拉图尔布朗什人口变化图示

拉图尔布朗什于2018年1月1日时的人口数量为399人。